# إيفرت لي
إيفرت لي (بالإنجليزية: Everett Lee) هو موزع أمريكي، (ولد في ويلينغ في الولايات المتحدة 1916 – 2022 م).